# Ведров, Владимир Максимович
 Владимир Максимович Ведров  (1824—1892) — русский историк. Действительный статский советник.

## Биография
Родился в Санкт-Петербурге 13 (25) июля 1824 года в семье титулярного профессора.
Окончил 3-ю петербургскую гимназию. После окончания в 1846 году историко-филологического факультета Петербургского университета со степенью кандидата, в 1848 году был удостоен степени магистра всеобщей истории за сочинение «Жизнь афинского олигарха Крития». С 1851 года — учитель истории Дворянского полка и Главного инженерного училища, с 1852 года преподавал во 2-м кадетском корпусе, а с 10 марта 1853 года был адъюнктом истории и географии в Императорском Александровском лицее.
С 24 июля 1857 года определён в Императорский Казанский университет исполняющим должность ординарного профессора по кафедре всеобщей истории; 7 апреля 1859 года по собственному желанию был уволен из университета.
С 12 января 1860 года В. М. Ведрову был поручен просмотр некоторых периодических изданий для проверки действий внутренней цензуры; 1 февраля 1860 года назначен младшим чиновником особых поручений, 30 марта — старшим чиновником при Главном управлении цензуры; 8 марта 1862 года он был назначен чиновником особых поручений в Совет министра внутренних дел по делам книгопечатания. С 1 сентября 1865 года он — московский отдельный цензор по иностранной цензуре. С 1 декабря 1872 года по 2 марта 1892 года М. В. Ведров состоял цензором Санкт-Петербургского цензурного комитета.
Умер 2 (14) февраля 1892 года. Похоронен на Никольском кладбище Александро-Невской лавры.

## Публикации
- Жизнь афинского олигарха Крития. — СПб., 1848.
  - Изд. 2-е. — Москва : URSS, 2014. — 108, [1] с. — (Академия фундаментальных исследований : АФИ : история). — ISBN 978-5-9710-1163-7.
- Поход афинян в Сицилию и осада Сиракуз: ( мая 415 до сент. 413 г. до Р. Х.). — СПб.: тип. Имп. Акад. наук, 1857. — [2], II, 135 с., 1 л. план.